# 케이티 비
케이티 비(Katy B, 1989년 5월 8일 ~ )는 잉글랜드의 싱어송라이터이다.